# Conidiobolus margaritatus
Conidiobolus margaritatus är en svampart som beskrevs av B. Huang, Humber & K.T. Hodge 2007. Conidiobolus margaritatus ingår i släktet Conidiobolus och familjen Ancylistaceae.   Inga underarter finns listade i Catalogue of Life.